# Средњи запад
Средњи запад (енгл. Midwest) је пространа област која обухвата групу северних савезних држава у централном делу континенталних САД. Различити извори могу под Средњим западом подразумевати уже или шире области.
Према Пописном заводу САД, Средњи запад чине Ајова, Висконсин, Илиноис, Индијана, Јужна Дакота, Канзас, Мичиген, Минесота, Мисури, Небраска, Охајо и Северна Дакота. Завод ове државе дели у две групе, Источне северне централне државе (државе у области Великих језера) и Западне северне централне државе. У државама Средњег запада је према попису из 2006. живело 66.217.736 становника.
Чикаго је највећи град Средњег запада, а следе га Детроит и Индијанаполис. Други велики градови ове области су: Вичита, Гранд Рапидс, Де Мојн, Канзас Сити, Кливленд, Коламбус, Медисон, Милвоки, Минеаполис, Омаха, Сент Луис, Сент Пол, Синсинати, Толедо и Форт Вејн. Најстарији град Средњег запада је Су Сент Мери на граници Мичигена са Канадом, који је основан 1668, 30 година пре Детроита, више од 120 година пре Кливленда и више од 160 година пре Чикага.
Израз „Средњи запад“ (Midwest) користи се још од пре 20. века. Постојали су и други називи за област, који се више углавном не користе, попу „Северозапад“ или „Стари северозапад“ (од назива Северозападна територија), „средња Америка“, или „срце“ (heartland). Од када је 1929. године објављена књига Middletown: A Study in Modern American Culture ("Мидлтаун: студија модерне америчке културе"), социолози су често користили градове Средњег запада, и Средњи запад уопште, као „типичне“ представнике целих САД. Средњи запад има већи количник запослених преко 16 година у односу на број становника од осталих области САД: Североистока, Запада или Југа.